# Bourrou
Bourrou – miejscowość i gmina we Francji, w regionie Nowa Akwitania, w departamencie Dordogne.
Według danych na rok 1990 gminę zamieszkiwało 155 osób, a gęstość zaludnienia wynosiła 17 osób/km² (wśród 2290 gmin Akwitanii Bourrou plasuje się na 1021. miejscu pod względem liczby ludności, natomiast pod względem powierzchni na miejscu 1127.).